# Yuri Kawamura
Yuri Kawamura (川村優理?, Kawamura Yuri; Niigata, 17 maggio 1989) è un'ex calciatrice giapponese, di ruolo difensore.
Con la nazionale giapponese ha vinto una Coppa d'Asia, nell'edizione di Vietnam 2014 e ha raggiunto la finale del Coppa del Mondo femminile di Canada 2015.

## Carriera

### Club
La carriera di Kawamura inizia nella formazione locale dell'Albirex Niigata dove gioca per otto anni dal 2004 al 2012 collezionando 150 presenze e segnando 17 reti. Nel 2013 si trasferisce al JEF United dove disputa solo 13 presenze in Nadeshiko League Division 1. Nel 2014 si trasferisce al Mynavi Sendai con cui viene eletta nella best 11 della Nadeshiko League Division 1 sia nel 2015 sia nel 2016. Nel 2017 torna all'Albirex, passando un anno senza giocare. Il 4 aprile 2017 si trasferisce al North Carolina Courage. Il 1º luglio seguente, durante una partita contro il Chicago Stars, subisce un infortunio al legamento crociato anteriore e al menisco. Sottoposta a intervento chirurgico, rimane ferma per l'intera stagione. Ritorna in campo il 3 giugno 2018 contro lo Houston Dash. Il 29 luglio successivo, durante la finale della Women's International Champions Cup, subisce un nuovo infortunio al legamento crociato anteriore che la costringe a chiudere la stagione in anticipo.

### Nazionale
Esordisce con la nazionale giapponese femminile il 13 gennaio 2010 contro la Danimarca. Successivamente viene convocata da Norio Sasaki per la Coppa d'Asia femminile e per la Coppa del Mondo femminile.

## Statistiche

### Cronologia presenze e reti in nazionale
| Cronologia completa delle presenze e delle reti in nazionale ― Giappone | Cronologia completa delle presenze e delle reti in nazionale ― Giappone | Cronologia completa delle presenze e delle reti in nazionale ― Giappone | Cronologia completa delle presenze e delle reti in nazionale ― Giappone | Cronologia completa delle presenze e delle reti in nazionale ― Giappone | Cronologia completa delle presenze e delle reti in nazionale ― Giappone | Cronologia completa delle presenze e delle reti in nazionale ― Giappone | Cronologia completa delle presenze e delle reti in nazionale ― Giappone |
| Data                                                                    | Città                                                                   | In casa                                                                 | Risultato                                                               | Ospiti                                                                  | Competizione                                                            | Reti                                                                    | Note                                                                    |
| ----------------------------------------------------------------------- | ----------------------------------------------------------------------- | ----------------------------------------------------------------------- | ----------------------------------------------------------------------- | ----------------------------------------------------------------------- | ----------------------------------------------------------------------- | ----------------------------------------------------------------------- | ----------------------------------------------------------------------- |
| 13-1-2010                                                               | Coquimbo                                                                | Giappone                                                                | 1 – 0                                                                   | Danimarca                                                               | Bicentennial Women's Cup                                                | -                                                                       |                                                                         |
| 21-1-2010                                                               | Coquimbo                                                                | Giappone                                                                | 4 – 2                                                                   | Colombia                                                                | Bicentennial Women's Cup                                                | -                                                                       |                                                                         |
| 6-3-2013                                                                | Algarve                                                                 | Giappone                                                                | 0 – 2                                                                   | Norvegia                                                                | Algarve Cup 2013                                                        | -                                                                       |                                                                         |
| 26-9-2013                                                               | Chiba                                                                   | Giappone                                                                | 2 – 0                                                                   | Nigeria                                                                 | Amichevole                                                              | -                                                                       |                                                                         |
| 8-5-2014                                                                | Osaka                                                                   | Giappone                                                                | 2 – 1                                                                   | Nuova Zelanda                                                           | Amichevole                                                              | -                                                                       |                                                                         |
| 14-5-2014                                                               | Ho Chi Minh                                                             | Giappone                                                                | 2 – 2                                                                   | Australia                                                               | Coppa d'Asia 2014                                                       | -                                                                       |                                                                         |
| 16-5-2014                                                               | Ho Chi Minh                                                             | Vietnam                                                                 | 0 – 4                                                                   | Giappone                                                                | Coppa d'Asia 2014                                                       | -                                                                       |                                                                         |
| 22-5-2014                                                               | Ho Chi Minh                                                             | Giappone                                                                | 2 – 1                                                                   | Cina                                                                    | Coppa d'Asia 2014                                                       | -                                                                       |                                                                         |
| 25-5-2014                                                               | Ho Chi Minh                                                             | Giappone                                                                | 1 – 0                                                                   | Australia                                                               | Coppa d'Asia 2014                                                       | -                                                                       |                                                                         |
| 25-10-2014                                                              | Edmonton                                                                | Canada                                                                  | 0 – 3                                                                   | Giappone                                                                | Amichevole                                                              | 1                                                                       |                                                                         |
| 28-10-2014                                                              | Vancouver                                                               | Canada                                                                  | 2 – 3                                                                   | Giappone                                                                | Amichevole                                                              | -                                                                       |                                                                         |
| 6-3-2015                                                                | Algarve                                                                 | Giappone                                                                | 3 – 0                                                                   | Portogallo                                                              | Algarve Cup 2015                                                        | 1                                                                       |                                                                         |
| 9-3-2015                                                                | Algarve                                                                 | Giappone                                                                | 1 – 3                                                                   | Francia                                                                 | Algarve Cup 2015                                                        | -                                                                       |                                                                         |
| 24-5-2015                                                               | Marugame                                                                | Giappone                                                                | 1 – 0                                                                   | Nuova Zelanda                                                           | Amichevole                                                              | -                                                                       |                                                                         |
| 28-5-2015                                                               | Nagano                                                                  | Giappone                                                                | 1 – 0                                                                   | Italia                                                                  | Amichevole                                                              | -                                                                       |                                                                         |
| 8-6-2015                                                                | Vancouver                                                               | Giappone                                                                | 1 – 0                                                                   | Svizzera                                                                | Mondiali 2015                                                           | -                                                                       |                                                                         |
| 16-6-2015                                                               | Winnipeg                                                                | Giappone                                                                | 1 – 0                                                                   | Ecuador                                                                 | Mondiali 2015                                                           | -                                                                       |                                                                         |
| 1-8-2015                                                                | Wuhan                                                                   | Giappone                                                                | 2 – 4                                                                   | Corea del Nord                                                          | Coppa dell'Asia orientale                                               | -                                                                       |                                                                         |
| 4-8-2015                                                                | Wuhan                                                                   | Giappone                                                                | 1 – 2                                                                   | Corea del Sud                                                           | Coppa dell'Asia orientale                                               | -                                                                       |                                                                         |
| 8-8-2015                                                                | Wuhan                                                                   | Cina                                                                    | 0 – 2                                                                   | Giappone                                                                | Coppa dell'Asia orientale                                               | -                                                                       |                                                                         |
| 29-11-2015                                                              | Volendam                                                                | Paesi Bassi                                                             | 3 – 1                                                                   | Giappone                                                                | Amichevole                                                              | -                                                                       |                                                                         |
| 29-2-2016                                                               | Osaka                                                                   | Giappone                                                                | 1 – 3                                                                   | Australia                                                               | Qual. Olimpiadi                                                         | -                                                                       |                                                                         |
| 2-3-2016                                                                | Osaka                                                                   | Giappone                                                                | 1 – 1                                                                   | Corea del Sud                                                           | Qual. Olimpiadi                                                         | -                                                                       |                                                                         |
| 4-3-2016                                                                | Osaka                                                                   | Giappone                                                                | 1 – 2                                                                   | Cina                                                                    | Qual. Olimpiadi                                                         | -                                                                       |                                                                         |
| 7-3-2016                                                                | Osaka                                                                   | Giappone                                                                | 6 – 1                                                                   | Vietnam                                                                 | Qual. Olimpiadi                                                         | -                                                                       |                                                                         |
| 9-3-2016                                                                | Osaka                                                                   | Giappone                                                                | 1 – 0                                                                   | Corea del Nord                                                          | Qual. Olimpiadi                                                         | -                                                                       |                                                                         |
| 2-6-2016                                                                | Commerce City                                                           | Stati Uniti                                                             | 3 – 3                                                                   | Giappone                                                                | Amichevole                                                              | -                                                                       |                                                                         |
| 5-6-2016                                                                | Cleveland                                                               | Stati Uniti                                                             | 2 – 0                                                                   | Giappone                                                                | Amichevole                                                              | -                                                                       |                                                                         |
| 21-7-2016                                                               | Kalmar                                                                  | Svezia                                                                  | 3 – 0                                                                   | Giappone                                                                | Amichevole                                                              | -                                                                       |                                                                         |
| 3-3-2017                                                                | Algarve                                                                 | Giappone                                                                | 2 – 0                                                                   | Islanda                                                                 | Algarve Cup 2017                                                        | -                                                                       |                                                                         |
| 6-3-2017                                                                | Algarve                                                                 | Giappone                                                                | 2 – 0                                                                   | Norvegia                                                                | Algarve Cup 2017                                                        | -                                                                       |                                                                         |
| 8-3-2017                                                                | Algarve                                                                 | Giappone                                                                | 2 – 3                                                                   | Paesi Bassi                                                             | Algarve Cup 2017                                                        | -                                                                       |                                                                         |
| Totale                                                                  |                                                                         | Presenze                                                                | 32                                                                      |                                                                         | Reti                                                                    | 2                                                                       |                                                                         |

## Palmarès

### Club
- National Women's Soccer League: 1

North Carolina Courage: 2018

### Nazionale
- Coppa d'Asia: 1

Vietnam 2014